# 威尔伯特·赫斯特-布朗
威尔伯特·赫斯特-布朗（英語：Wilbert Hurst-Brown，1899年8月24日—1964年4月4日），英国男子冰球运动员，场上位置是前锋。他曾代表英国国家队参加1928年冬季奥林匹克运动会冰球比赛，获得第4名。